# YouTube Shorts
YouTube Shorts (kurz Shorts, in Kombination mit YouTube in abgekürzter Form YT Shorts) sind Videoclips mit einer Länge von bis zu 180 Sekunden auf dem US-amerikanischen Videoportal YouTube. Die Videos sind meist vertikal. YouTube Shorts wurde im September 2020 eingeführt und stellt eine Reaktion auf den Erfolg des Videoportals TikTok dar.

## Geschichte
YouTube Shorts wurde am 14. September 2020 zunächst in Indien als öffentliche Betaversion eingeführt, kurz nachdem TikTok dort verboten worden war. Der globale Start folgte am 13. Juli 2021. Seit September 2024 können Shorts bis zu 180 Sekunden lang sein.

## Nutzung und Reichweite
Mit Stand Juli 2025 verzeichnet YouTube Shorts rund 2,3 Milliarden monatlich aktive Nutzerinnen und Nutzer weltweit. Täglich werden über 200 Milliarden Shorts-Aufrufe registriert. Die meisten Shorts sind zwischen 20 und 40 Sekunden lang. Besonders erfolgreiche Videos erzielen innerhalb der ersten 10 Sekunden mehr als 80 % des Gesamt-Engagements.

## Monetarisierung
Seit Februar 2023 ist die Monetarisierung von Shorts offiziell Teil des YouTube-Partnerprogramms. Die Einnahmen aus Werbeplatzierungen werden im Verhältnis 45 % (Creator) zu 55 % (YouTube) aufgeteilt. Bereits zuvor stellte YouTube zwischen 2021 und 2022 einen Shorts-Fonds in Höhe von 100 Millionen USD zur Verfügung, um Content Creators zu fördern.

## Algorithmus und Verbreitung
Der Shorts-Algorithmus basiert auf Engagementmetriken wie Wiedergabedauer, Wiederholungen, Klickverhalten und Nutzerinteraktion. Shorts durchlaufen dabei drei Phasen: zunächst eine kleine Testzielgruppe, dann algorithmische Auswertung und anschließend weite Distribution über den Shorts-Feed und YouTube-Startseiten.

## Integration und Innovationen
Im Mai 2025 integrierte YouTube die visuelle Suchfunktion Google Lens in Shorts, wodurch Zuschauer Informationen zu erkannten Objekten oder Texten im Video erhalten können. Zusätzlich testet YouTube interaktive Shopping-Funktionen direkt in Shorts, um Creator mit Markenkooperationen und Affiliate-Videos auszustatten.

## Kritik und Konsequenzen
Während Shorts als Chance für Reichweite und schnelle Inhalte gelten, kritisieren Medienwissenschaftler die geringere Kommentarkultur und die Dominanz unterhaltungszentrierter Inhalte. Langform-Inhalte bieten demnach weiterhin stärkere Tiefenbindung. YouTube selbst kündigte an, das Shorts-Format weiter zu fördern und verstärkt in AI-gestützte Tools zur Produktion und Analyse zu investieren.